# Sven Simon (Fotograf)

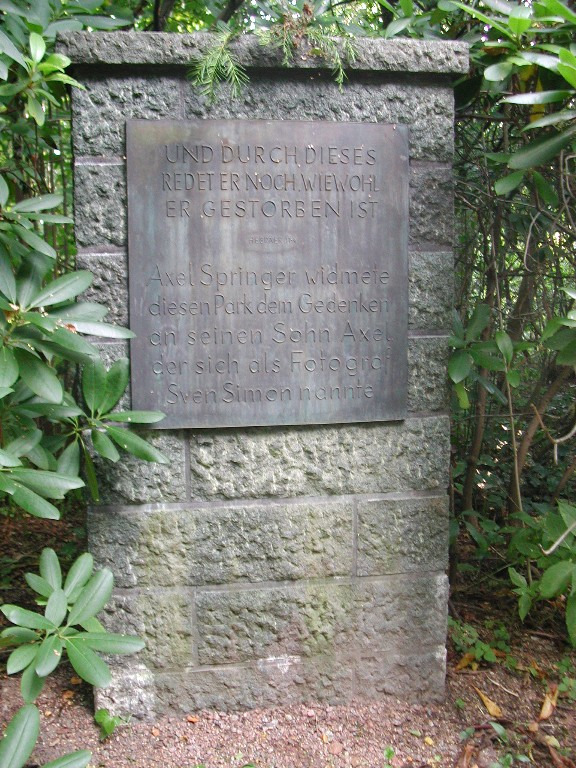
Gedenkstein im Sven-Simon-Park

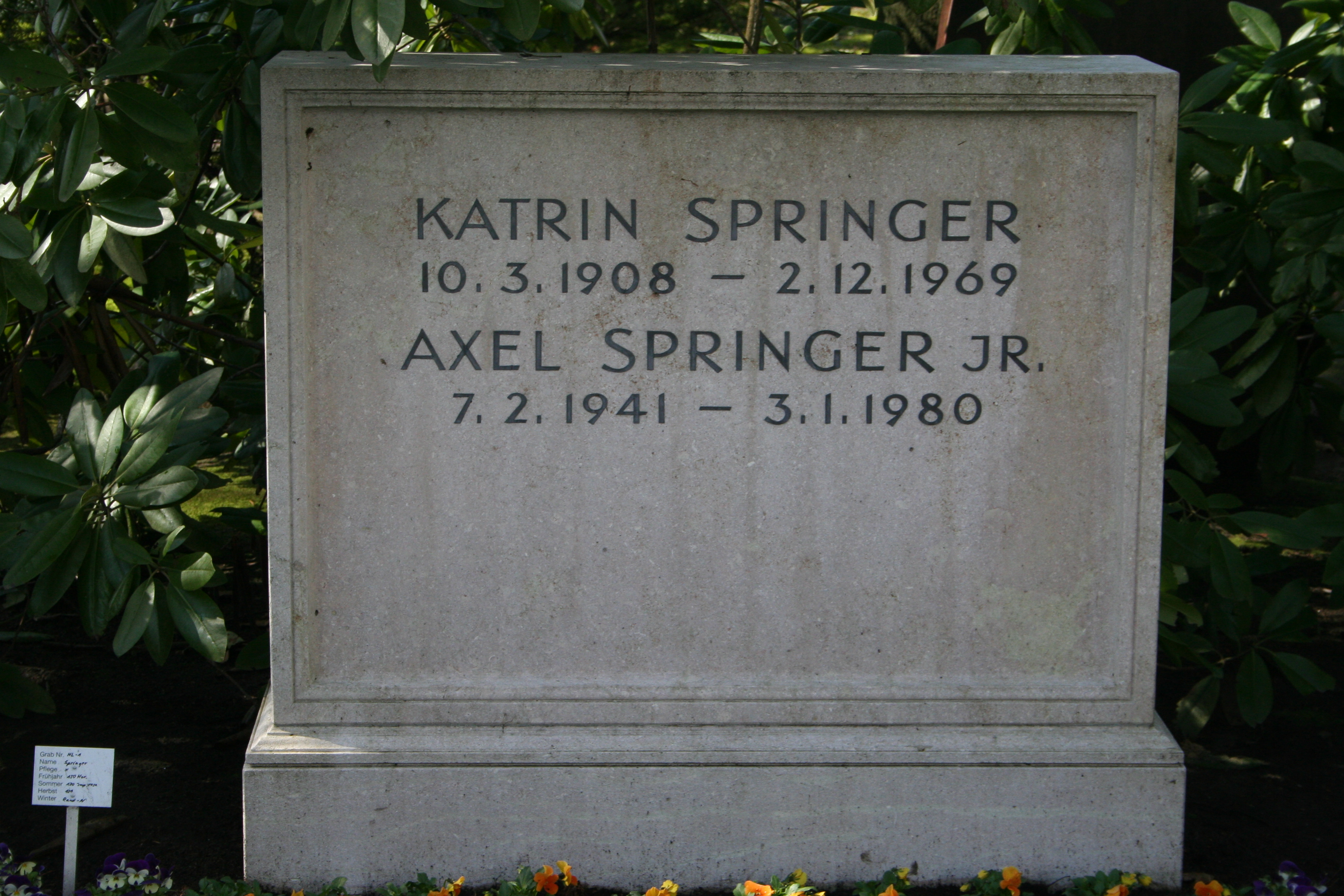
Grab von Katrin Springer und Axel Springer jr.

Sven Simon (Pseudonym von Axel Springer junior; * 7. Februar 1941 in Hamburg; † 3. Januar 1980 ebenda) war ein deutscher Fotograf und Journalist.

## Leben
Der Sohn des Verlegers Axel Springer war zeitweise Chefredakteur der Welt am Sonntag, hat sich jedoch vor allem einen Namen als Sportfotograf gemacht und für seine Arbeit zahlreiche Preise gewonnen: So wurde Simons Fotografie des damaligen deutschen Nationalspielers Uwe Seeler, der beim Finale der Fußball-Weltmeisterschaft 1966 mit hängendem Kopf das Spielfeld des Wembley-Stadions verlässt, von der Welt am Sonntag zum „Sportfoto des Jahrhunderts“ gewählt. Nicht minder ikonenhaft wurde sein Bild des ‚Kniefalls von Warschau‘ des damaligen Kanzlers Willy Brandt. Ebenfalls von ihm stammt das bekannte Bild von einem sichtlich erschütterten Bundeskanzler Helmut Schmidt auf der Trauerfeier für Hanns Martin Schleyer zwischen den Angehörigen.
Sven Simon heiratete mit 21 Jahren und trennte sich von seiner Frau 1970. Aus der Ehe gingen zwei Kinder hervor, ein Sohn und eine Tochter.
Am 3. Januar 1980, dem Tag der Beerdigung Rudi Dutschkes, beging Axel Springer jr. im Alter von 38 Jahren in Hamburg Suizid. Er wurde auf dem Friedhof Groß Flottbek in Hamburg begraben.
Um sein Andenken zu wahren, stiftete die Welt am Sonntag den mit insgesamt 10.000 Euro dotierten Sven-Simon-Preis für Natur- und Sportfotografie, sein Vater den Sven-Simon-Park am Falkenstein in Hamburg.